# Baselios Mar Thoma Mathews I
Baselios Mar Thoma Mathews I (imię świeckie Mathew Vattakunnel, ur. 27 marca 1907, zm. 8 listopada 1996) – duchowny Malankarskiego Kościoła Ortodoksyjnego, w latach 1975-1991 Katolikos Wschodu i zwierzchnik tegoż Kościoła. 

## Życiorys
Był synem księdza posługującego w kościołach Kottayam. Po ukończeniu szkół 18 sierpnia 1945 został wyświęcony na subdiakona, a następnego dnia na diakona. 27 października 1946 przyjął święcenia kapłańskie z rąk katolikosa Bazylego Jerzego II. W 1951 roku został wybrany na biskupa. Sakrę otrzymał 15 maja 1953, również z rąk katolikosa. W roku 1960 objął rządy w diecezji Kościoła malankarskiego poza Keralą. 31 grudnia 1970 został wybrany na katolikosa Wschodu i metropolitę Malankary.  27 października 1975 odbyła się jego uroczysta intronizacja patriarsza. W czasie swoich rządów dwa razy poświęcił krzyżmo (muron), co jest bardzo rzadkim wydarzeniem w Kościele malankarskim, konsekrował także dziesięciu biskupów. 27 kwietnia 1991 ze względu na problemy zdrowotne zrezygnował z funkcji katolikosa. Zmarł 8 listopada 1996.
Jego doczesne szczątki spoczęły w kaplicy pałacu patriarszego w Devalokam, a następcą na stolicy św. Tomasza został Baselios Mar Thoma Mathews II.